# Sarcopera
Sarcopera là một chi thực vật có hoa trong họ Marcgraviaceae.

## Loài
Chi Sarcopera gồm các loài: